# Chiesa di San Giacomo da l'Orio
La chiesa di San Giacomo da l'Orio è un edificio religioso della città di Venezia, situato nel sestiere di Santa Croce.

## Storia
Fondata probabilmente nel IX-X secolo, è comunque tra le chiese più antiche di Venezia. Una vecchia tradizione ne anticipava di molto la fondazione, facendola risalire al 555; essa si basava su un'antica iscrizione «VVV» presente un tempo in facciata; Marin Sanudo precisò che la data era da intendersi come dalla fondazione di Venezia, secondo il vecchio more veneto, e la corresse al 975. Lo stesso ci informava anche che la chiesa di San Giacomo fu fabbricata dalle famiglie Campoli di Oderzo e Da Mula dalle Contrade. Tuttavia le prime notizie archivistiche sulla chiesa sono più tarde: per la chiesa risalgono al 1089 e per la parrocchia al 1130. 
Durante i restauri del 1903 si scoprirono i resti di un edificio circolare al di fuori della chiesa (probabilmente un battistero analogo a quello di Torcello) e la data 555. Si trovarono inoltre frammenti di pavimento, a 60 centimetri al di sotto dell'attuale superficie calpestabile, assai simili a quelli delle basiliche di San Marco e di Santa Maria Assunta di Torcello.

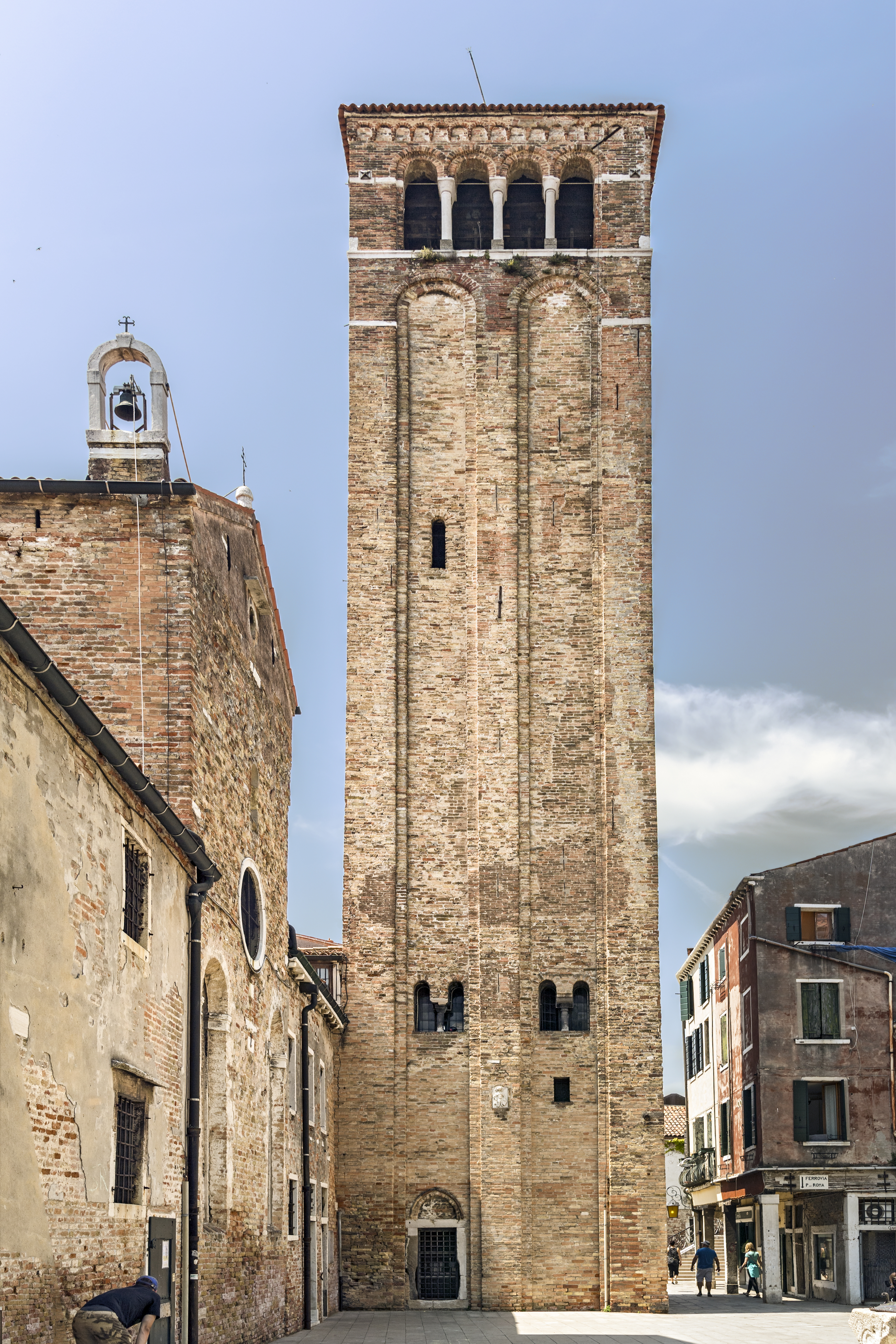
Il campanile della chiesa, seconda metà del XIII secolo.

Piuttosto incerta l'etimologia: secondo alcuni derivante da una famiglia Orio, secondo altri più probabilmente da luprio, palude (e infatti l'isola era circondata da una zona paludosa, poi bonificata), secondo altri ancora da un riferimento all'antistante rio, verso cui è rivolta la facciata (dal rio). Il Lorenzetti riporta che l'origine del nome fosse legata al fatto che l'isola in cui venne edificata la chiesa era infestata dai lupi, da cui de lupio o de lupao, poi storpiato in dall'Orio, oppure sarebbe un riferimento ad un albero di alloro (lauro), probabilmente situato vicino alla chiesa stessa. 
Investita dal fuoco nel 1149, venne riedificata nel 1225 a cura delle nobili famiglie Badoer e Da Mula, conservando le forme basilicali, con ulteriori lavori durante il periodo gotico, e poi rimaneggiata internamente nel XVI secolo.
Dapprima soggetta al vescovo di Castello, dal 1200 fu invece soggetta direttamente al patriarca di Grado ed alla sua sede veneziana di San Silvestro come chiesa matrice. Nel 1451, con l'istituzione del Patriarcato di Venezia e la soppressione di quello gradense, tornò sotto l'autorità locale castellana.
Conservata come parrocchia dai provvedimenti napoleonici del 1807 e del 1810, assorbì i territori di San Boldo e Sant'Agostin (con le loro chiese poi condannate alla demolizione), oltre a quelli di San Zan Degolà e San Stae. Per effetto degli stessi provvedimenti, cedette parte del suo originario assetto alle parrocchie di San Cassiano e San Simeon Grando.
Questa chiesa era uno dei punti di partenza dei pellegrinaggi per Santiago di Compostela, come testimonia l'immagine di un uomo che porta una conchiglia, posta sul campanile.
La chiesa fa parte dell'associazione Chorus Venezia.

## Descrizione

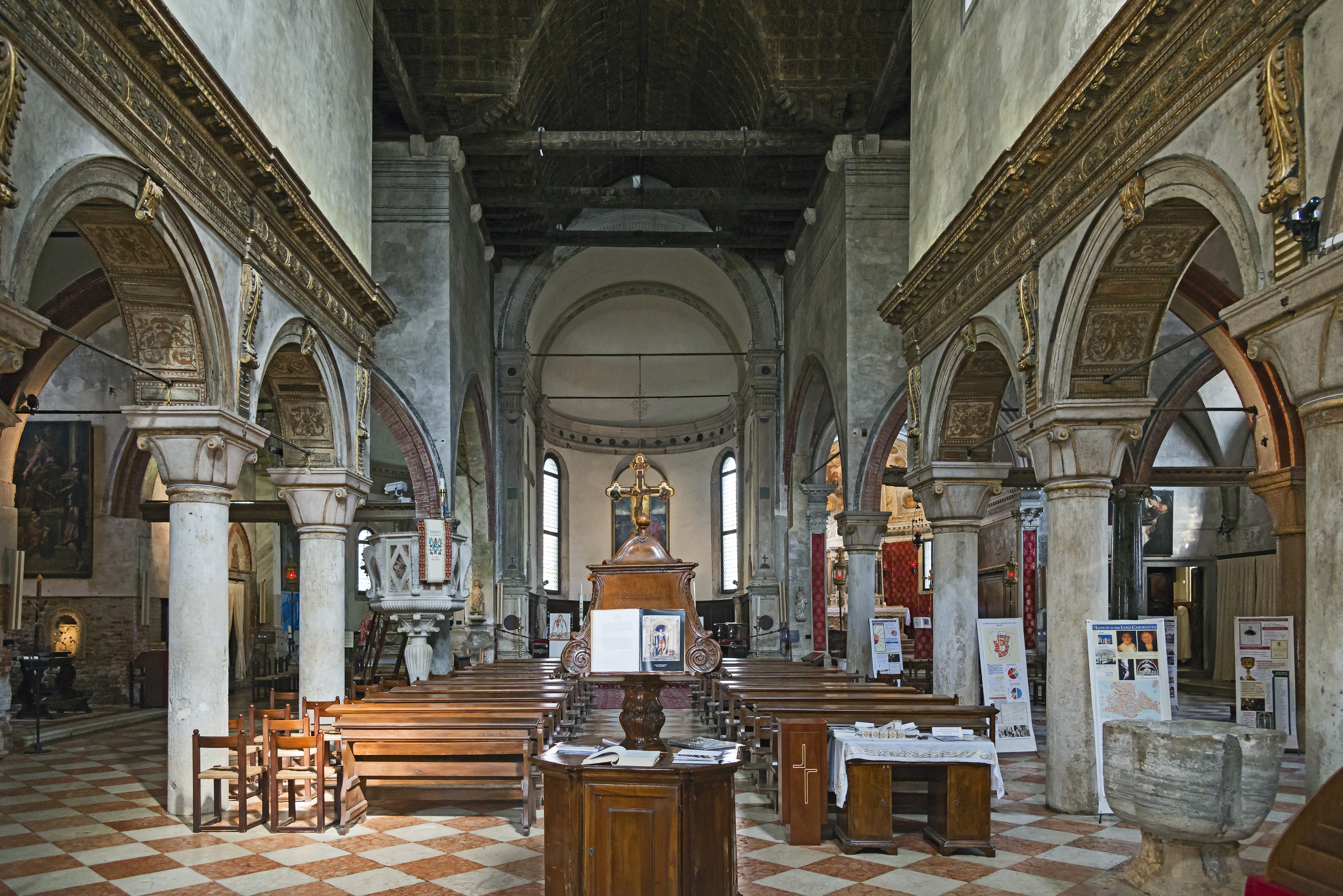
L'interno della chiesa

L'interno è caratterizzato dalla sovrapposizione di vari stili architettonici, legati agli interventi susseguitisi nel corso del tempo: della costruzione duecentesca rimane la torre campanaria e la pianta basilicale a tre navate e la copertura "a carena di nave", mentre tipicamente gotiche sono le arcate del transetto e quell che conducono al presbiterio mentre le decorazioni dell'altare maggiore e della navata centrale sono lombardesche.
Alla parete dell'ingresso si trova l'organo con tre dipinti cinquecenteschi sul parapetto della cantoria attribuibili ad Andrea Schiavone: la Disputa di Gesù, la Chiamata degli Apostoli e il Martirio di san Giacomo; più altri due dipinti dello stesso autore ai lati della porta raffiguranti i Profeti. Dopo la Sacrestia Nuova si trova la Cappella del Sacramento, risalente alla seconda metà del XVI secolo e successivamente ristrutturata nel 1753, nella quale sono conservati dipinti di Alessandro Varotari (Gli Evangelisti), Tizianello (La flagellazione), Giulio Del Moro (Ecce Homo) e Jacopo Palma il Giovane (La salita al Calvario e La deposizione nel Sepolcro). Gli affreschi della cupola, ornata con decorazioni a stucco, risalgono alla ristrutturazione settecentesca e sono attribuiti a Jacopo Guarana.

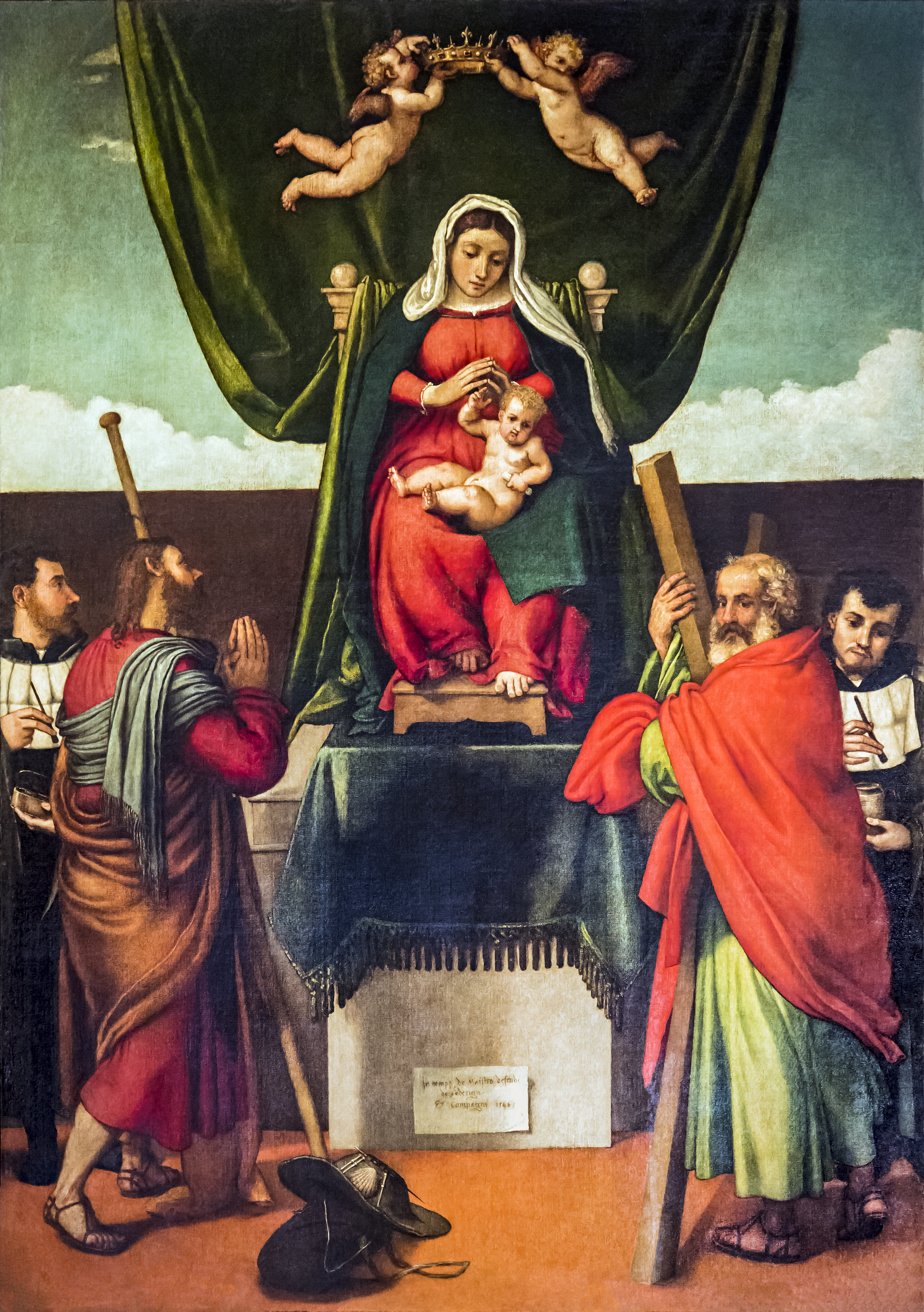
Lorenzo Lotto, Pala di San Giacomo da l'Orio, 1545

La pala dell'altare maggiore raffigurante La Vergine col Putto fra i santi Andrea, Giacomo, Cosma e Damiano, più nota come Pala di San Giacomo da l'Orio, è opera di Lorenzo Lotto, eseguita nel 1546. Nella cappella dell'abside si trovano altri dipinti di scuola veneziana e il dipinto su tela L'Addolorata di Lorenzo Gramiccia.
Dopo la Sacrestia Vecchia si trova la Cappella di San Lorenzo, decorata da una Vergine in gloria e Santi, del XVIII secolo, San Lorenzo benefica i poveri - Martirio del Santo, opera giovanile di Jacopo Palma il Giovane, e sopra l'altare la pala Madonna e Santi attribuita a Giovanni Battista Pittoni. La tomba di Pittoni è conservata nella chiesa. A lato della cappella si trova il battistero e subito a fianco, sulle pareti, un altro lavoro di Palma il Giovane (Cristo confortato dall'angelo) e la Presentazione della Vergine al tempio di Francesco Zugno.
Altre opere importanti sono conservate nelle sacrestie. In particolare nella Sacrestia Nuova a lato del presbiterio sono conservate opere di Paolo Veronese: Allegoria della Fede, al centro del soffitto, e i Quattro Dottori della Chiesa ai lati . Sovrasta la porta della sacrestia il quadro San Sebastiano fra san Rocco e san Lorenzo di Giovanni Buonconsiglio, opera eseguita tra il 1498 e il 1500, che in precedenza ornava l'altare della chiesa di San Sebastiano. Sono presenti infine due tele di Francesco da Ponte, La predicazione del Battista e La Vergine in gloria con san Giovanni e san Nicolò, una Cena di Emmaus del primo Cinquecento e una piccola Crocifissione di Palma il Giovane e un intaglio in legno dorato su fondo blu anch'esso risalente al primo Cinquecento. Completa la decorazione della sacrestia, sopra all'ingresso esterno, un altro quadro della scuola del Veronese raffigurante L'ultima cena.
Anche nella Sacrestia Vecchia sono presenti diverse tele di Jacopo Palma il Giovane, databili al 1575: La Vergine e i Santi, Il castigo del Serpente, La raccolta della manna, Elia e un angelo, Sacrificio ebraico pasquale, Il passaggio del Mar Rosso e al soffitto Il Santissimo Sacramento adorato dai quattro Evangelisti.
Altro elemento sicuramente degno di nota è la cappella dedicata a San Lorenzo. sull'altare troviamo la pala San Lorenzo, San Giuliano e San Prospero, datata 1573. Il dipinto venne probabilmente commissionato dall'omonima scuola ed è deducibile dal grande librone tenuto in mano dal chierichetto inginocchiato davanti a san Lorenzo: non è un semplice libro ma il libro della Mariegola della confraternita.